# مقاطعة إستبهان
مقاطعة استبهان (بالفارسية: شهرستان استهبان) هي مقاطعة تقع في فارس في إيران. يقدر عدد سكانها بـ 66,391 نسمة .